# ダージリン・ヒマラヤ鉄道
ダージリン・ヒマラヤ鉄道（ダージリン・ヒマラヤ鉄道、Darjeeling Himalayan Railway、दार्जिलिंग-हिमालय रेलवे）とは、インドの東北部に位置し紅茶で有名なダージリン地方を走る鉄道である。登山鉄道として知られる（最高点は標高 2143 m）。現地や英語圏の観光ガイドブック等ではダージリン・トイ・トレイン（Darjeeling Toy Train）という愛称で表記される場合も多い。
世界最古の山岳鉄道である。
本路線の建設が開始された1879年当時、インドはイギリス（大英帝国）の植民地であった。この路線は紅茶の輸送と避暑客の便宜を図るために建設が開始された。開通を急ぐイギリスは、現場に既に存在していた山道や地形を流用し易いよう、本路線に用いるレール幅を軌間 610 mm のナローゲージとし、機関車には小回りが利く小型のタンク機関車を採用した。本線は1881年7月3日に開通した。1999年11月には、オーストリアのゼメリング鉄道についで世界で2番目の鉄道における世界遺産に登録された。2005年にはニルギリ山岳鉄道、2008年にはカールカー＝シムラー鉄道も遺産に加えられ、「インドの山岳鉄道群」として拡大登録された。

## 概要
本線はニュー・ジャルパーイーグリー（न्यू जलपाईगुड़ी） - ダージリン間の約 88 km、高低差 約2,000 m を非力なタンク車で登っていくのだが、イギリスはショートカットのためにトンネルを掘るなどコストのかかる工法を採らず、山間を縫うように路線を設定したため、全行程の約 70 % がカーブ区間となってしまった。このために、ハード面ではループ線が3箇所、スイッチバックが6箇所など当時の最新技術が駆使され、一方ソフト面では運用員による砂撒きなど登山鉄道としての工夫が随所に見られる。
開業時から使用されるイギリス製の蒸気機関車は、最古のもので110年にわたり使用されている。蒸気機関車の小型さから鉄道ファンなどには、トイトレイン（おもちゃの汽車）とも呼ばれる事がある。ただし老朽化の進んだ機関車の故障に伴う延着・途中駅での運転中止は日常茶飯で、特にダージリン行きは10時間以上要する場合がある。また途中駅での運転休止の場合は、そこから乗合自動車などをチャーターして以降の駅に向かうこととなる。
このため、世界遺産登録後、1999年から全線ディーゼル機関車による牽引に置き換わったものの、観光資源となっている蒸気機関車の廃止を惜しむ声が周囲から押し寄せたため、カルシャン駅（標高 1,483 m）からダージリンまでの一部の区間に限り蒸気機関車の運用が続けられている。機関車を運用し続けるために当鉄道には開業時から継承されたティンダリア修理工場がある。ここでは職人が専用パーツの1つ1つを作製するに当たり、開業当時から変わらない製法を使用し、砂型に溶けた鉄を流すところから手作りし、世界遺産であるこの鉄道の維持に貢献している。
この路線は登山鉄道でもあるため、運行速度は遅く、全線走破に7 - 8時間を要する（表定速度 10 km/h 強）。更に蒸気機関車の場合には、しばしばトラブルから最終駅まで到達できるとは限らず、途中駅で運転打ち切りになることが多い。この場合ダージリンへ行くにはバスや自動車をチャーターしなければならない。並行して同区間を3 - 4時間で結ぶバスも走っており、実用的には地元ではバスの方がよく使われており、登っていく途中で幾度もバスに追い越される。本路線のおかげで周辺の開発が進み、あたかも路面電車のように街中を走る区間が存在するようになった。前述のように列車の速度が遅いために走行中に飛び乗る乗客も多く、当然ながら運賃は支払うものはいないし、それを咎められることもない大らかな料金制度である。（小学校の前では小学生でさえも飛び乗り・飛び降りを行う）。飛び乗り・飛び降りは、行程の終着に近くなるほど多くなる。またニュー・ジャルパーイーグリー駅で乗り換えた場合、車内で車掌が運賃を集金に来ることもない。
昼食時には係員が車内でオーダーをとりに回り、途中駅で供給される車内食も利用できる。客車内の座席は通路を挟んで二人がけ+一人がけと非常に狭く、窮屈なまま何時間も揺られての旅となる。途中駅では、しばしば給水塔からの給水や、すれ違い、また機関車の点検整備のために長時間停車を繰り返す。また、急勾配の難所では動輪が空転を繰り返して停止してしまうことも多く、このためレール上の摩擦を増やすために砂を撒くための砂撒き装置が必要となるのだが、古い蒸気機関車の場合は最前部に設けられた砂桶から、デッキに待機しているサンドマンにより桶から直に砂をレールに撒く光景が見られる。

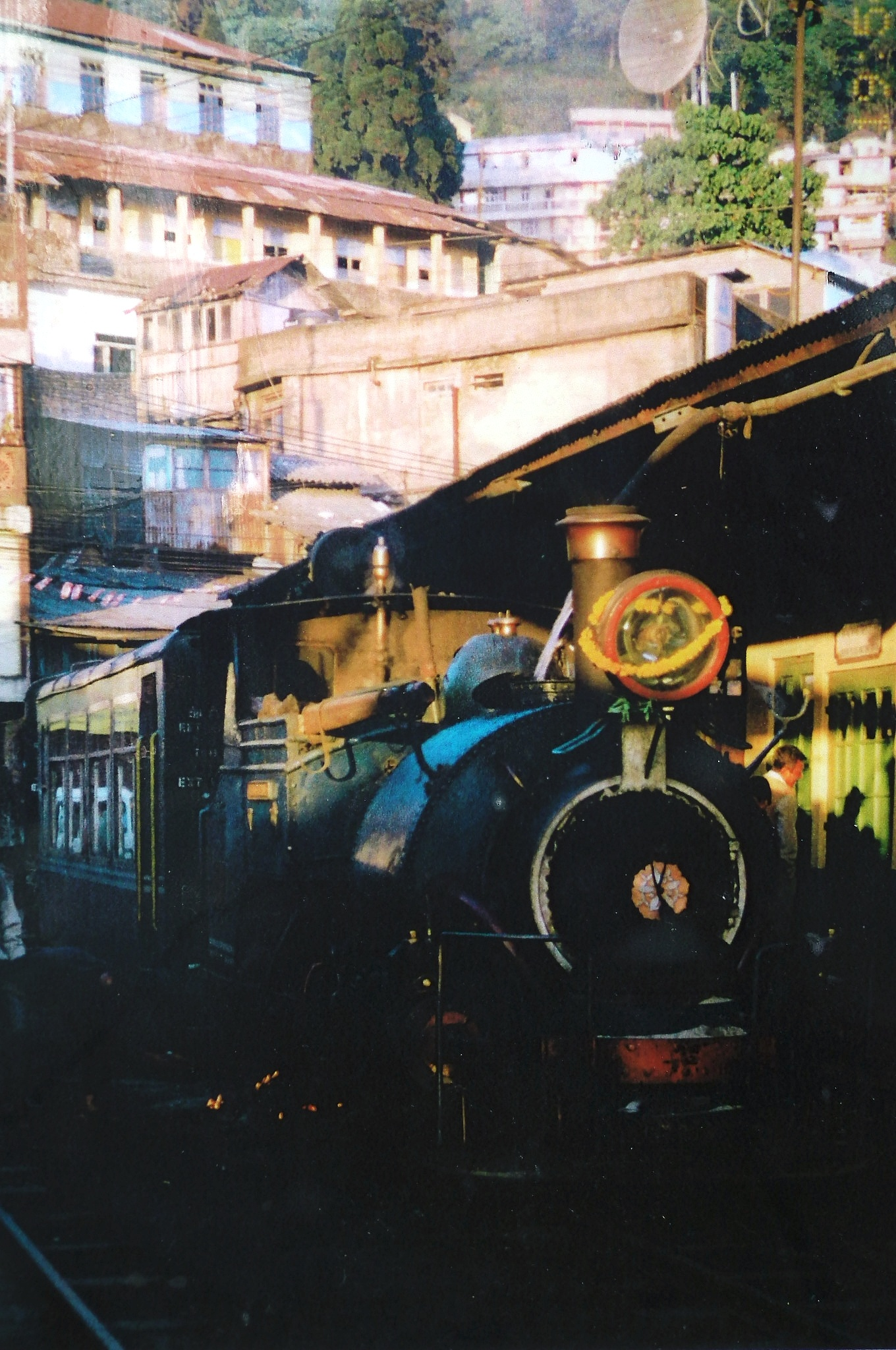
1999年当時のKurseong駅

## 交通アクセス
コルカタなどから夜行列車でニュー・ジャルパーイーグリーで下車し、駅内で乗り換える。幹線の主要な列車はニュー・ジャルパーイーグリーで連絡しており、インドでは日常茶飯である遅延があっても待っていてくれる。

## 世界遺産登録基準
この世界遺産は世界遺産登録基準のうち、以下の条件を満たし、登録された（以下の基準は世界遺産センター公表の登録基準からの翻訳、引用である）。
- (2) ある期間を通じてまたはある文化圏において、建築、技術、記念碑的芸術、都市計画、景観デザインの発展に関し、人類の価値の重要な交流を示すもの。
- (4) 人類の歴史上重要な時代を例証する建築様式、建築物群、技術の集積または景観の優れた例。

2005年にニルギリ山岳鉄道が登録対象に加えられた際に、「インドの山岳鉄道群」の名称に変更された。